# アースデイマネー
アースデイマネー (earthday money) は、特定非営利活動法人アースデイマネーアソシエーションが発行する地域通貨である。単位はr。基本的には円と等価の貨幣として取引されている。現金に相当するチケットタイプと、電子マネーに相当するカードタイプがある。発行元のアースデイマネーアソシエーションが渋谷に存在していることから、渋谷駅周辺が流通範囲の中心となっているが、中には東京都外の参加店舗もある。
利用者は、アースデイマネーアソシエーションを通じてアースデイマネーの参加プロジェクトに寄付をするか、プロジェクトの活動に参加することによってrを入手することができる。獲得したrは、加盟店舗でサービスを受ける際などに使用することができる。また、カードタイプでは一般利用者同士で振込などをおこなうことも可能である。
環境共生型の小規模な農家を応援する東京朝市・アースデイマーケットを2006年4月から実行委員会の中核的位置で関わる。同マーケットの全店舗で10%から100%の割合で、アースデイマネーが使用できる。